# 羅戈日內
羅戈日內，是阿爾巴尼亞中部地拉那州的一个市镇，2015年地方政府改革时成立，由原五个市镇合并而成，原五个市镇则成为新市镇的行政分区。行政中心为罗戈日内镇。市镇面积为223.73平方公里，人口数量为22,148人（2011年）。合并前的罗戈日内市镇在2011年的人口数量为7,049人。